# Cathédrale de Lungro
Cette  cathédrale n’est pas la seule cathédrale Saint-Nicolas.
La cathédrale Saint-Nicolas-de-Myre de Lungro (en italien : Cattedrale di San Nicola di Mira) est une église catholique romaine de Lungro, en Italie. Il s'agit de la cathédrale de l'éparchie de Lungro. Elle est dédiée à saint Nicolas.